# Michael Dobson (actor)
Michael Richard Dobson (nacido el 12 de agosto de 1966) es un Actor, actor de voz, director de cine, productor de cine, guionista y director de voz británico residente en Canadá, quien trabaja para varios estudios en Columbia Británica, Canadá. Prestó su voz a Starscream en Transformers Unicron Trilogy (Armada, Energon y Cybertron), Supreme Kai y Nappa en el Ocean Club de Dragon Ball Z, Cobra Commander en G.I. Joe: Spy Troops y G.I. Joe: Valor vs. Venom, Blob en X-Men: Evolution, Leonardo en Las Tortugas Ninja: Next Mutation, Big Ears en Make Way for Noddy, Bulk Biceps en My Little Pony: Friendship Is Magic, Bull Dog en Krypto the Superdog y Pythor en Ninjago.

## Vida personal
Michael Dobson es el mayor de los tres hermanos Paul Dobson y Brian Dobson también son actores de doblaje.
Es propietario de un estudio de grabación de voz Make a Sound Ltd. en South Surrey, Columbia Británica.

## Filmografía

### Animación
| Año       | Título                                          | Papel | Notas        |
| --------- | ----------------------------------------------- | --- | ------------ |
| 1992      | The Adventures of T-Rex                         | Black Knight |              |
| 1994      | Conan and the Young Warriors                    | Sukura |              |
| 1995–97   | G.I. Joe Extreme                                | Sargento Savage |              |
| 1996–98   | Nilus the Sandman                               | Señor Plintz |              |
| 1996      | Waldo's Way                                     | Waldo |              |
| 1997–99   | ReBoot                                          | Powerlock |              |
| 1998–99   | Shadow Raiders                                  | Mica, Capitán Blaze |              |
| 1998      | Fat Dog Mendoza                                 | Cry Baby Cry Host, G. Buddy |              |
| 1998–99   | RoboCop: Alpha Commando                         | Jerry, Blipo |              |
| 1998      | Pocket Dragon Adventures                        | Shamahz |              |
| 1999      | CyberSix                                        | Lucas Amato, Ideas fijas |              |
| 1999–2001 | Sherlock Holmes in the 22nd Century             | Voces invitadas |              |
| 1999      | Roswell Conspiracies: Aliens, Myths and Legends | Voces adicionales |              |
| 2000–01   | Action Man                                      | Desmond "Grinder" Sinclair |              |
| 2000      | Generation O!                                   | Michael Lawrence, Artie |              |
| 2000      | Capertown Cops                                  | Knucklehead |              |
| 2000      | Troll Tales                                     | Nix, Rumbletum, Gnarlyconk |              |
| 2000      | Milo's Bug Quest                                | Ludwig |              |
| 2000–01   | D'Myna Leagues                                  | Schlitzy, Flamingo Kid |              |
| 2000–03   | X-Men: Evolution                                | Blob/Freddy Dukes, Caliban |              |
| 2001–03   | Gadget & the Gadgetinis                         | R2K |              |
| 2001–03   | Broken Saints                                   | Oran Bajir |              |
| 2001–02   | Aaagh! It's the Mr. Hell Show                   | Varios personajes |              |
| 2001–02   | Ultimate Book of Spells                         | Steps the Dragon, Prince Erbert |              |
| 2001–02   | Mary-Kate and Ashley in Action!                 | Clive Hedgemorton-Smythe |              |
| 2002      | ¡Mucha Lucha!                                   | Mayor |              |
| 2002–03   | Super Duper Sumos                               | Billy Swift, Genghis Fangus |              |
| 2002–03   | Yakkity Yak                                     | Mac, Marcus |              |
| 2003      | Silverwing                                      | Goth, Atlas |              |
| 2003      | Something Else                                  | Snoot, Something |              |
| 2005–07   | Make Way for Noddy                              | Big Ears |              |
| 2005      | Alien Racers                                    | Minister Prime Apex |              |
| 2005–08   | Being Ian                                       | Tony Parsons, entrenador Folter, Rutherford, Reggie, Jailbird, Dr. Peter Clooney, comentarista de color de Cagematch, maestro de ceremonias de premiación, capitán marinero, miembro del parlamento, conductor de camión de leche, Sr. Mann |              |
| 2005–06   | Krypto, el superperro                           | Bulldog |              |
| 2005-06   | Firehouse Tales                                 | Tug |              |
| 2005      | Finley the Fire Engine                          | Suds, Lyle |              |
| 2006–07   | Fantastic Four: World's Greatest Heroes         | Ronan el Acusador, Mr. Bonner-Davis |              |
| 2006–08   | Pucca                                           | Ho |              |
| 2006–08   | 3-2-1 Penguins!                                 | Various characters |              |
| 2006–08   | Tom and Jerry Tales                             | Additional Voices |              |
| 2007      | George of the Jungle                            | Monkey Master |              |
| 2007      | A Kind of Magic                                 | Mr. Lumberg |              |
| 2007      | Academia de titanes                             | Scamander |              |
| 2007      | Edgar & Ellen                                   | Curly Brown-Haired Guy, Blake Glide, Arnold Thistle |              |
| 2008–14   | Martha habla                                    | Additional Voices |              |
| 2008–11   | Pinky Dinky Doo                                 | Castor veloz |              |
| 2008–09   | Batman Black and White                          | Batman/Bruce Wayne, Joker, Thomas Wayne, Alfred Pennyworth, Varios personajes | Motion comic |
| 2009      | Dinotren                                        | El viejo Spinosaurus |              |
| 2009–11   | Hot Wheels Battle Force 5                       | Lord Zemerik, Kytren, A.J. Dalton, Boralis, Sol, Tors-10 |              |
| 2011      | Iron Man: Armored Adventures                    | Fantasma |              |
| 2012–15   | Lego Ninjago: Masters of Spinjitzu              | Pythor, Skalidor |              |
| 2013–17   | My Little Pony: La magia de la amistad          | Bulk Biceps, Dr. Caballeron, Crescent Moon, Jeff Letrotski |              |
| 2012–16   | Slugterra                                       | Millard Milford, Organizer, Malvolio Drake, Varios personajes |              |
| 2012      | The New Adventures of Peter Pan                 | Capitán Garfio |              |
| 2013      | Animism                                         | Declan Gray, Elder #4, Hive Mind |              |
| 2013–15   | Max Steel                                       | Forge Ferrus, Dr. Thornhill, Vin, Voces adicionales | [ 5 ]        |
| 2013      | Ultimate Wolverine vs. Hulk                     | Hulk, Panda, Murphy | Motion comic |
| 2014      | Wolverine versus Sabretooth                     | Romulus | Motion comic |
| 2015–19   | The Deep                                        | Will Nekton & Caption Hammerhead |              |
| 2016      | Beat Bugs                                       | Mr. Kite | [ 5 ]        |
| 2017      | Tarzán y Jane                                   | Clayton |              |
| 2017      | Marvel Super Hero Adventures                    | Ultron, Absorbing Man |              |
| 2020–2021 | My Little Pony: Pony Life                       | Bulk Biceps |              |

### Doblaje al inglés de anime
| Año              | Título                                  | Papel | Notas                               |
| ---------------- | --------------------------------------- | --- | ----------------------------------- |
| 1994             | Nanatsu no Umi no Tico                  | |                                     |
| 1994             | Gurīn Rejendo Ran                       | Comunicador |                                     |
| 1995             | Batoru Faitāzu Garō Densetsu            | Destripador |                                     |
| 1995             | Batoru Faitāzu Garō Densetsu 2          | Axel Hawk |                                     |
| 1995             | Za Hakkenden                            | Dosetsu Inuyama, Voces adicionales | Director                            |
| 1995             | Ogre Slayer                             | Voces adicionales | Director                            |
| 1996–2001        | Ranma ½                                 | Gendo, Daihakuse, Varios personajes | Director de diálogo (temporada 3)   |
| 1996             | Please Save My Earth                    | Kazuto Tamura |                                     |
| 1996             | The Humanoid                            | Alan |                                     |
| 1996             | Saishū Kyōshi                           | Principal Suzuki, Scientist |                                     |
| 1996–2000        | Dragon Ball Z                           | Nappa, Nail, Supreme Kai, Varios personajes | Doblaje de Ocean                    |
| 1996             | Maison Ikkoku                           | Padre de Kozue |                                     |
| 1997             | Kii Za Metaru Aidoru                    | Personal C |                                     |
| 1998             | Night Warriors: Darkstalkers' Revenge   | Hannya |                                     |
| 1998             | Monkey Magic                            | Batty, Almirante Dopuck |                                     |
| 1999             | Monster Rancher                         | Roko |                                     |
| 2000             | Mobile Suit Gundam Wing                 | Duke Dermail, Attah, Viceministro de Relaciones Exteriores Darlian |                                     |
| 2000–01          | Tenkū no Escaflowne                     | Dryden Fassa, Voces adicionales | doblaje de Ocean/Bandai             |
| 2001             | Gundam Wing: Endless Waltz              | Dekim Barton, Attah |                                     |
| 2001–02          | Mobile Suit Gundam                      | General Revil |                                     |
| 2001             | Zoids: New Century Zero                 | Dr. Laon |                                     |
| 2002             | Shishunki Bishōjo Gattai Robo Z-MIND    | Tío |                                     |
| 2002–03          | Hamtaro                                 | Dylan |                                     |
| 2002–03          | Transformers: Armada                    | Starscream, Thundercracker |                                     |
| 2002             | Earth Girl Arjuna                       | Sakurai |                                     |
| 2003, 2005, 2010 | InuYasha                                | Jinenji, Hoshiyomi, Voces adicionales |                                     |
| 2002–04          | Project ARMS                            | White Knight |                                     |
| 2002             | Trouble Chocolate                       | Ganache, Ham-Ham |                                     |
| 2003–04          | MegaMan NT Warrior                      | MagnetMan | También Axess                       |
| 2003             | Master Keaton                           | Professor William Stephane |                                     |
| 2003             | Zoido Fyūzāzu                           | Dan, Alpha Richter |                                     |
| 2003             | Mugen no Ryvius                         | Voces adicionales |                                     |
| 2004–05          | Transformers: Energon                   | Starscream, Signal Flare |                                     |
| 2004             | Mobile Suit Gundam SEED                 | George Glenn, Captain Fredrik Ades |                                     |
| 2004             | Galaxy Angel Z                          | Additional Voices |                                     |
| 2005             | Sutā Ōshan Sekando Sutōrī               | Ururun |                                     |
| 2005             | Hyūman Sukuranburu                      | Eiji Sasama |                                     |
| 2005–06          | Transformers: Cybertron                 | Starscream, Brakedown, Colonel Franklin |                                     |
| 2005             | Tetsujin Nijūhachi-gō                   | Ryusaku Murasame |                                     |
| 2005             | Sutāshippu Operētāzu                    | Dure Elroy, Amateras Captain |                                     |
| 2005             | Hikaru no Go                            | Mr. Shu |                                     |
| 2006             | Ōban Star-Racers                        | Rick Thunderbolt, Flint |                                     |
| 2006             | Shakugan no Shana                       | Dantalion | Temporada 1                         |
| 2007             | Saiunkoku Monogatari                    | | Director de voz (episodios 20 a 23) |
| 2007             | Ayakashi: Japanese Classic Horror       | Kuhei Yamazumi |                                     |
| 2007             | Black Lagoon                            | Vice President, Spielberger |                                     |
| 2007             | Ghost in the Shell: Stand Alone Complex | Takekawa, Somerset | OVA                                 |
| 2007–08          | Death Note                              | Presidente David Hoope, Gelus, Armonia Justin Beyondormason, Jose |                                     |
| 2008             | Demashita! Powerpuff Girls Z            | Mojo Jojo, Mackerel Monster/Daddy Mackerel |                                     |
| 2008–09          | Mobile Suit Gundam 00                   | Sergei Smirnov |                                     |
| 2009             | Nana                                    | Kudo |                                     |
| 2012–16          | Cardfight!! Vanguard                    | Misaki's Father (eps 24-25), Tetsu Shinjou | Acreditado como William Scott       |
| 2012             | Kurozuka                                | Izana, Kentoku, Tonba |                                     |
| 2013             | InuYasha: The Final Act                 | Magatsuhi |                                     |
| 2014–presente    | Fyūchā Kādo Badifaito                   | Aooni, Blade Wing Phoenix, Card Rhino, Ballesta Dragón, Death Ruler Horca, Dragon Knight, Vlad Dracula, Galvanic Feather Dragon, Genma Todoroki, Ice Blade Joker, Merlin, Phantom Ninja, Kashinkoji, Principal Nigirikobushi, Sueroku, Padre de Zanya, 7th Omni Earth Lord, Count Dawn (19 episodios), Assault Leader (eps 10, 16), Shadow Hero Schwarz (eps 18, 23); Matriz Vert Deus, Guru Bunbuku, Comandante de carga Delta | Acreditado como William Scott       |
| 2016             | World Trigger                           | Narrador |                                     |
| 2017             | Beyblade Burst                          | Kento Aoi |                                     |
| 2021             | Mirai Shōnen Konan                      | Gucchi |                                     |

### Películas
| Año  | Título                                                     | Papel                                                | Notas |
| ---- | ---------------------------------------------------------- | ---------------------------------------------------- | ----- |
| 1994 | Ranma ½: Big Trouble in Nekonron, China                    | Daihakusei                                           |       |
| 1998 | Snowden: Raggedy Ann and Andy's Adventure                  | Animal Walla                                         |       |
| 2001 | A Christmas Adventure... From a Book Called Wisely's Tales | Cometa                                               |       |
| 2002 | Jin-Roh: The Wolf Brigade                                  | Kazuki Fuse                                          |       |
| 2002 | Tenkū no Escaflowne                                        | Dryden Fassa                                         |       |
| 2002 | Inspector Gadget's Last Case: Claw's Revenge               | R2K                                                  |       |
| 2003 | G.I. Joe: Spy Troops                                       | Cobra Commander                                      |       |
| 2003 | Barbie of Swan Lake                                        | Erasmus, aldeano                                     |       |
| 2003 | Ben Hur                                                    | Joseph, Soldado #2                                   |       |
| 2003 | Bionicle: Mask of Light                                    | Kopaka Nuva, Hewkii                                  |       |
| 2004 | G.I. Joe: Valor vs. Venom                                  | Cobra Commander                                      |       |
| 2004 | Bionicle 2: Legends of Metru Nui                           | Lhikan, Krekka                                       |       |
| 2005 | Barbie: Fairytopia                                         | Quill, Amatista                                      |       |
| 2005 | Inuyasha the Movie: Swords of an Honorable Ruler           | Saya                                                 |       |
| 2005 | Dragons II: The Metal Ages                                 | Kraugn                                               |       |
| 2006 | Tony Hawk in Boom Boom Sabotage                            | Larry Grimley, payaso hogareño, trabajador           |       |
| 2007 | The Condor                                                 | Nigel Harrington                                     |       |
| 2007 | Death Note 2: The Last Name                                | Rem                                                  |       |
| 2008 | Barbie & the Diamond Castle                                | Edgar el tabernero                                   |       |
| 2009 | Barbie y las tres Mosqueteras                              | Bertram, guardia mosquetero                          |       |
| 2010 | Barbie: moda mágica en París                               | Guisantes Zombie                                     |       |
| 2011 | Barbie: el secreto de las hadas                            | Oficiante de la boda                                 |       |
| 2011 | Thor: Tales of Asgard                                      | Geirmarr                                             |       |
| 2012 | Barbie: The Princess & the Popstar                         | Limburger, Guardia de Palacio # 2                    |       |
| 2012 | Journey to GloE                                            | Glowless                                             |       |
| 2013 | Escape from Planet Earth                                   | Padre de Shanker                                     |       |
| 2014 | Bajoterra: Maldad del más allá                             | Milford                                              |       |
| 2015 | Mune: El guardián de la luna                               | Leeyoon, Xolal, primo 1                              |       |
| 2015 | Barbie in Rock'n Royals                                    | Finn Oxford                                          |       |
| 2016 | My Little Pony: Equestria Girls - La leyenda de Everfree   | Bulk Biceps                                          |       |
| 2016 | La fiesta de las salchichas                                | Queso                                                |       |
| 2017 | Barbie Video Game Hero                                     | Cutie, narrador de videojuegos                       |       |
| 2017 | My Little Pony: La película                                | Bulk Biceps                                          |       |
| 2020 | The Willoughbys                                            | Taxista, Varias Guías, El Papá Perfecto, Papá Hippie |       |

### Acción en vivo
| Año     | Título                            | Papel    | Notas                                     |
| ------- | --------------------------------- | -------- | ----------------------------------------- |
| 1997–98 | Las Tortugas Ninja: Next Mutation | Leonardo |                                           |
| 2019    | Gabby Duran & the Unsittables     | Timbuk   | Episodio "The Party King and Timbuk, Too" |

### Videojuegos
| Año  | Título                                         | Papel                                                                   | Notas |
| ---- | ---------------------------------------------- | ----------------------------------------------------------------------- | ----- |
| 2000 | Need for Speed: Porsche Unleashed              | Narrador                                                                |       |
| 2000 | Kessen                                         | Ishida Mitsunari                                                        |       |
| 2003 | Hulk                                           | El líder/Samuel Sterns                                                  |       |
| 2003 | Mobile Suit Gundam: Encounters in Space        | Gadem                                                                   |       |
| 2004 | Warhammer 40,000: Dawn of War                  | Inquisidor Mordecai Toth, varios otros                                  |       |
| 2004 | Under the Skin                                 | Voces adicionales                                                       |       |
| 2005 | Marvel Nemesis: Rise of the Imperfects         | Johnny Ohm, Niles Van Roekel                                            |       |
| 2005 | Warhammer 40,000: Dawn of War – Winter Assault | Señor del Caos Crull, Tecnosacerdotes Ingenieros, Psíquicos sancionados |       |
| 2006 | El padrino                                     | Sargento Joe Galtosino, Rocco Lampone                                   |       |
| 2007 | Dynasty Warriors: Gundam                       | Johann Ibrahim Revil                                                    |       |
| 2008 | Sins of a Solar Empire                         | Talento vocal                                                           |       |
| 2010 | DeathSpank                                     | Deathspank                                                              |       |
| 2010 | DeathSpank: Thongs of Virtue                   | Deathspank                                                              |       |
| 2011 | The Baconing                                   | Deathspank                                                              |       |
| 2011 | Trinity: Souls of Zill O’ll                    | Dorado                                                                  |       |
| 2011 | Dynasty Warriors: Gundam 3                     | Henken Bekkener, Master Asia                                            |       |
| 2011 | Driver: San Francisco                          | Charles Jericho                                                         |       |
| 2012 | Shank 2                                        | General Magnus, Razor                                                   |       |
| 2012 | Sins of a Solar Empire: Rebellion              | Talento vocal                                                           |       |
| 2015 | Invisible, Inc.                                | Monst3r                                                                 |       |